# And Love Said No: The Greatest Hits 1997–2004
And Love Said No The Greatest Hits 1997–2004 es el primer álbum de éxitos de la banda finlandesa HIM. Contiene dos canciones nuevas: "And Love Said No" y " Solitary Man", cover de Neil Diamond. La versión para Inglaterra tiene una versión regrabada de "It's All Tears (Drown In This Love)".

## Lista de canciones
1. "And Love Said No" – 4:10
2. "Join Me in Death" – 3:37
3. "Buried Alive By Love" – 5:01
4. "Heartache Every Moment" – 3:56
5. "Solitary Man" (Cover de Neil Diamond) – 3:36
6. "Right Here in My Arms" – 4:00
7. "The Funeral of Hearts" – 4:29
8. "In Joy and Sorrow" – 3:59
9. "Your Sweet 666" (Versión regrabada) – 3:57
10. "Gone With the Sin" – 4:22
11. "Wicked Game" (Cover de Chris Isaak) – 4:06
12. "The Sacrament" – 4:30
13. "Close to the Flame" – 3:47
14. "It's All Tears (Drown in This Love)" (Versión regrabada) – 4:30*
15. "Poison Girl" – 3:51
16. "Pretending" – 3:41
17. "When Love and Death Embrace" – 6:08

* - Sólo disponible en la versión para Reino Unido

## Remasterizadas
1. "And Love Said No" – 4:10
2. "Join Me in Death" – 3:37
3. "Buried Alive By Love" – 5:01
4. "Heartache Every Moment" – 3:56
5. "Solitary Man" (Neil Diamond Cover) – 3:37
6. "Right Here in My Arms" – 4:00
7. "The Funeral of Hearts" – 4:29
8. "In Joy and Sorrow" – 3:59
9. "Your Sweet Six Six Six" (Versión regrabada) – 3:57
10. "Gone With the Sin" – 4:22
11. "Wicked Game" (Cover de Chris Isaak) (Versión regrabada) – 4:06
12. "The Sacrament" – 4:30
13. "Close to the Flame" – 3:47
14. "Poison Girl" – 3:51
15. "Pretending" – 3:41
16. "When Love and Death Embrace" – 6:08

## Bonus DVD Audio: Live at the Semifinal in Helsinki, Finland (12 de abril de 2003)
1. "Soul On Fire" – 4:09
2. "The Funeral of Hearts" – 4:44
3. "Beyond Redemption" – 4:23
4. "Sweet Pandemonium" – 5:07
5. "Buried Alive By Love" – 4:48
6. "The Sacrament" – 4:34

- Datos: Q26232